# Sylvester Saller
Sylvester John Saller OFM (ur. 25 września 1895 w Petoskey w stanie Michigan, zm. 22 stycznia 1976 w Jerozolimie) – amerykański biblista katolicki, archeolog, franciszkanin.

## Życiorys
W roku 1913 wstąpił do Zakonu Braci Mniejszych (franciszkanów) w ich amerykańskiej prowincji. Wyświęcony na kapłana w 1922. Po ukończeniu studiów filozoficzno-teologicznych pracował w gimnazjum franciszkańskim w Teutopolis. W latach 1928–1932 studiował biblistykę najpierw w Rzymie (Antonianum), potem w Franciszkańskim Instytucie Biblijnym w Jerozolimie.
W roku 1932 rozpoczął wykłady z archeologii, języka greckiego oraz teologii Starego Testamentu w Studium Biblicum Franciscanum. Wykładał również w Seminarium Kustodii Ziemi Świętej w klasztorze Najświętszego Zbawiciela w Jerozolimie. Prowadził prace wykopaliskowe na górze Nebo (Siyagha) w Jordanii, Dominus flevit w Jerozolimie (grób jebusycki), w En Kerem oraz w Betanii (Palestyna).
W czasie mandatu brytyjskiego był wybrany członkiem Palestyńskiej Rady Archeologicznej, dla której m.in. wygłosił konferencję upamiętniającą Flinders'a Petrie. Archeolodzy izraelscy zapraszali o. Saller'a z odczytami na kongresy studiów judaistycznych. Po roku 1967 był cenionym przewodnikiem po muzeum Franciszkańskiego Studium Biblijnego w Jerozolimie. Współtworzył pierwsze numery Liber Annuus oraz serii wydawniczej Collectio Minor. Przez 4 lata pełnił urząd prezydenta Konwentu Ubiczowania w Jerozolimie oraz przełożonego klasztoru na Górze Tabor. Jego studia obejmują okres od epoki brązu po czasy cesarstwa bizantyjskiego (ceramika, inskrypcje, budowle). Zmarł 22 stycznia 1976 w Jerozolimie.

## Ważniejsze publikacje
- The Memorial of Moses on Mount Nebo. Jerusalem 1941. – kompletna relacja z wykopalisk przeprowadzonych na Górze Nebo w latach 1933, 1935 i 1937.
- Discoveries at St. John’s ‘Ein Karim 1941–1942, Jerusalem 1946.
- Excavations at Bethany (1949-1953), Jerusalem 1957.
- The Jenusite Burial Place, Jerusalem 1964.
- (wraz z B. Bagatti'm) The Town of Nebo (Khirbet el-Mekhayat) with a Brief Survey of other Ancient Christian Monuments in Transjordan, Jerusalem 1949.
- A Catalogue of the Ancient Synagogues of the Holy Land, Jerusalem 1972.